# Micraris collaris
Micraris collaris är en stekelart som beskrevs av Henry Keith Townes, Jr. 1970. Micraris collaris ingår i släktet Micraris och familjen brokparasitsteklar. Inga underarter finns listade i Catalogue of Life.